# 도널드 조핸슨

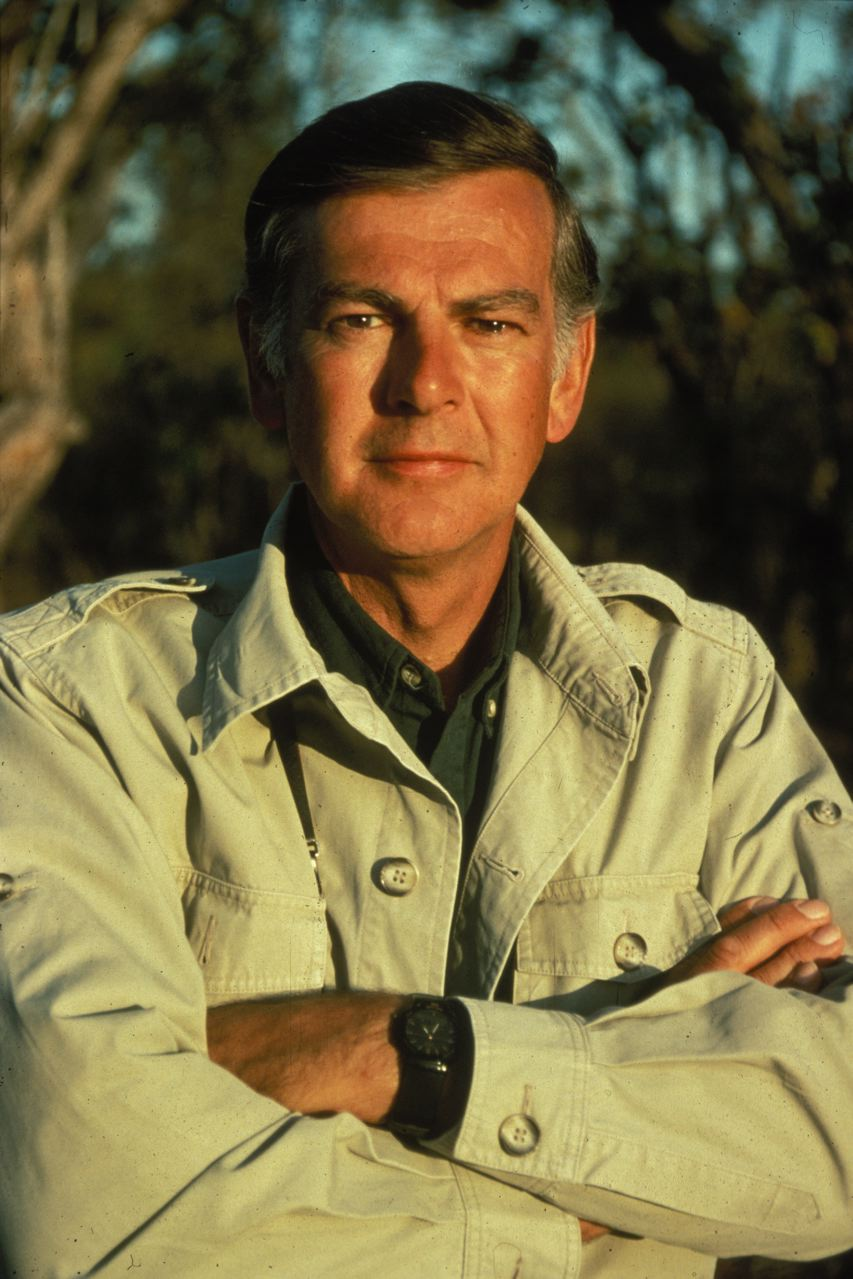
도널드 조핸슨

도널드 칼 조핸슨(영어: Donald Carl Johanson, 1943년 6월 28일 - )은 미국의 고고인류학자이다.

## 같이 보기
- 오스트랄로피테쿠스 아파렌시스
- 화석 인류